# Diócesis de la Santísima Concepción
La diócesis de la Santísima Concepción o de Concepción (en latín: Dioecesis Sanctissimae Conceptionis in Argentina) es una circunscripción eclesiástica de la Iglesia católica en Argentina. Se trata de una diócesis latina, sufragánea de la arquidiócesis de Tucumán. Desde el 12 de agosto de 2021 su obispo es José Antonio Díaz.

## Territorio y organización
La diócesis tiene 10 000 km² y extiende su jurisdicción sobre los fieles católicos de rito latino residentes en la provincia de Tucumán en los departamentos de: Chicligasta, Graneros, Juan Bautista Alberdi, La Cocha, Leales, Monteros, Río Chico y Simoca.
La sede de la diócesis se encuentra en la ciudad de Concepción, en donde se halla la Catedral de la Inmaculada Concepción. 
En 2021 en la diócesis existían 22 parroquias:
- Catedral Inmaculada Concepción, en Concepción
- Nuestra Señora de Fátima, en Concepción
- María Reina, en Concepción
- Nuestra Señora del Valle, en Concepción
- Sagrado Corazón de Jesús, en Monteros
- Nuestra Señora del Rosario, en Monteros
- San José, en Juan Bautista Alberdi[3]
- Inmaculada Concepción, en Río Seco
- Inmaculada Concepción, en Graneros[4]
- Nuestra Señora de las Mercedes, en Simoca[5]
- San Isidro Labrador, en Los Sarmientos
- San Cayetano, en Aguilares[6]
- Nuestra Señora del Carmen, en Aguilares[7]
- Santa Bárbara, en Aguilares
- Sagrado Corazón de Jesús e Inmaculado Corazón de María, en Arcadia[8]
- Santa Lucía, en Santa Lucía
- Santa Rosa de Lima, en Santa Rosa de Leales
- Santa Ana y San Joaquín, en Santa Ana
- Nuestra Señora de la Candelaria, en Villa de Leales
- Nuestra Señora de Guadalupe, en Villa Fiad (o Ingenio Leales)
- San José Obrero, en La Cocha
- Nuestra Señora de la Merced, en Medinas

## Historia
La diócesis fue erigida el 12 de agosto de 1963 con la bula Condere dioecesim del papa Pablo VI, obteniendo el territorio de la arquidiócesis de Tucumán.
El primer obispo de Concepción fue Juan Carlos Ferro, nombrado por el papa Pablo VI el 12 de agosto de 1963. Fue consagrado el 21 de diciembre y tomó posesión el 25 de diciembre de 1963. Falleció el 7 de marzo de 1980.
Lo sucedió Jorge Arturo Meinvielle, designado por el papa Juan Pablo II el 20 de noviembre de 1980, quien fue consagrado el día 20 de diciembre de 1980 y tomó posesión de la sede el 28 de diciembre de ese año. El 23 de abril de 1991 fue trasladado a la diócesis de San Justo. 
El 8 de julio de 1992, Juan Pablo II designó a Bernardo Enrique Witte, trasladándolo de la diócesis de La Rioja. Asumió el gobierno pastoral como tercer obispo de Concepción el 30 de agosto de 1992. Renunció por edad avanzada el 28 de julio de 2001.
El 14 de noviembre de 2000 el papa Juan Pablo II nombró coadjutor de Concepción a Armando José María Rossi, consagrado obispo el 22 de diciembre de 2000 y quien es el cuarto obispo diocesano desde el 28 de julio de 2001.

## Estadísticas
Según el Anuario Pontificio 2022 la diócesis tenía a fines de 2021 un total de 316 290 fieles bautizados.
| Año                                                                             | Población            | Población | Población      | Sacerdotes | Sacerdotes    | Sacerdotes    | Bautizados por sacerdote | Diáconos permanentes | Religiosos | Religiosos | Parroquias |
| Año                                                                             | Bautizados católicos | Total     | % de católicos | Total      | Clero secular | Clero regular | Bautizados por sacerdote | Diáconos permanentes | Varones    | Mujeres    | Parroquias |
| ------------------------------------------------------------------------------- | -------------------- | --------- | -------------- | ---------- | ------------- | ------------- | ------------------------ | -------------------- | ---------- | ---------- | ---------- |
| 1965                                                                            | 10 000               | 300 000   | 3.3            | 20         | 20            |               | 500                      |                      |            | 38         | 13         |
| 1970                                                                            | ?                    | 280 000   | ?              | 22         | 22            |               | ?                        |                      |            | 35         | 16         |
| 1976                                                                            | 275 500              | 290 000   | 95.0           | 20         | 20            |               | 13 775                   |                      |            | 38         | 17         |
| 1980                                                                            | 288 700              | 303 800   | 95.0           | 17         | 17            |               | 16 982                   |                      |            | 36         | 17         |
| 1990                                                                            | 334 000              | 351 000   | 95.2           | 25         | 22            | 3             | 13 360                   |                      | 3          | 24         | 19         |
| 1999                                                                            | 285 000              | 300 000   | 95.0           | 32         | 32            |               | 8906                     |                      | 3          | 30         | 20         |
| 2000                                                                            | 270 000              | 300 000   | 90.0           | 29         | 25            | 4             | 9310                     | 5                    | 7          | 30         | 18         |
| 2001                                                                            | 270 000              | 300 000   | 90.0           | 33         | 29            | 4             | 8181                     | 1                    | 7          | 37         | 19         |
| 2002                                                                            | 210 000              | 300 000   | 70.0           | 33         | 30            | 3             | 6363                     | 11                   | 4          | 40         | 19         |
| 2003                                                                            | 210 000              | 300 000   | 70.0           | 33         | 31            | 2             | 6363                     | 13                   | 3          | 40         | 19         |
| 2004                                                                            | 220 500              | 315 000   | 70.0           | 35         | 32            | 3             | 6300                     | 13                   | 3          | 35         | 20         |
| 2006                                                                            | 291 600              | 320 000   | 91.1           | 36         | 34            | 2             | 8100                     | 13                   | 2          | 33         | 19         |
| 2013                                                                            | 305 400              | 343 000   | 89.0           | 30         | 29            | 1             | 10 180                   | 14                   | 1          | 29         | 22         |
| 2016                                                                            | 301 000              | 411 000   | 73.2           | 29         | 29            |               | 10 379                   | 13                   |            | 30         | 22         |
| 2019                                                                            | 310 400              | 423 800   | 73.2           | 27         | 27            |               | 11 496                   | 12                   |            | 31         | 22         |
| 2021                                                                            | 316 290              | 432 000   | 73.2           | 27         | 27            |               | 11 714                   | 12                   |            | 29         | 22         |
| Fuente: Catholic-Hierarchy, que a su vez toma los datos del Anuario Pontificio. |                      |           |                |            |               |               |                          |                      |            |            |            |

## Episcopologio
- Juan Carlos Ferro † (12 de agosto de 1963-7 de marzo de 1980 falleció)
- Jorge Arturo Meinvielle, S.D.B. † (8 de noviembre de 1980-23 de abril de 1991 nombrado obispo de San Justo)
- Bernardo Enrique Witte, O.M.I. † (8 de julio de 1992-28 de julio de 2001 retirado)
- Armando José María Rossi, O.P. (28 de julio de 2001 por sucesión-19 de marzo de 2020 retirado)
- José Melitón Chávez † (19 de marzo de 2020 por sucesión-25 de mayo de 2021 falleció)
- José Antonio Díaz, desde el 26 de junio de 2021

## Año jubilar
En 2013 se conmemoró los 50 años de la erección de la diócesis, por tal motivo el obispo declaró el Año Jubilar Diocesano entre agosto de 2012 y agosto del 2013; llevándose a cabo diversas actividades culturales, académicas y religiosas.
Los festejos más importantes por las Bodas de Oro de la jurisdicción eclesiástica se dieron el día 12 de agosto del 2013 con la celebración de la santa misa por motivo de los Cincuenta Años de Vida de la Diócesis llevada a cabo en un amplio campo deportivo de la ciudad de Concepción, a la que asistieron miles de fieles de diferentes partes, además de distintas autoridades políticas y eclesiásticas de la región.

## Galería de imágenes

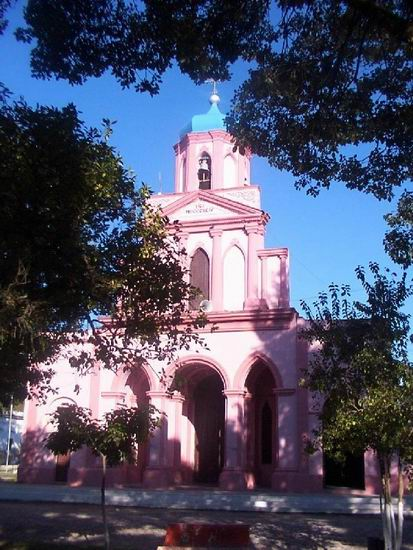
Antigua Iglesia de las Mercedes de Medinas
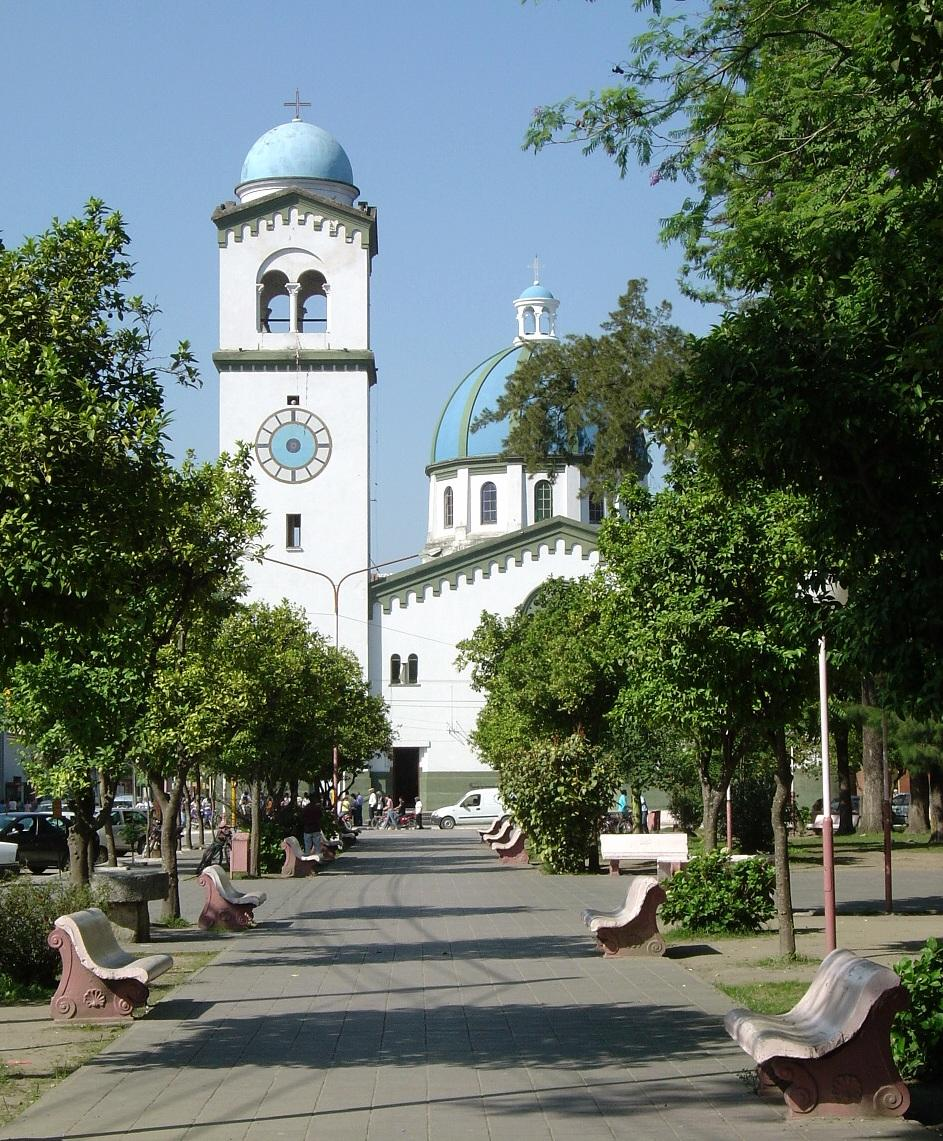
Iglesia Nuestra Señora del Rosario de Monteros
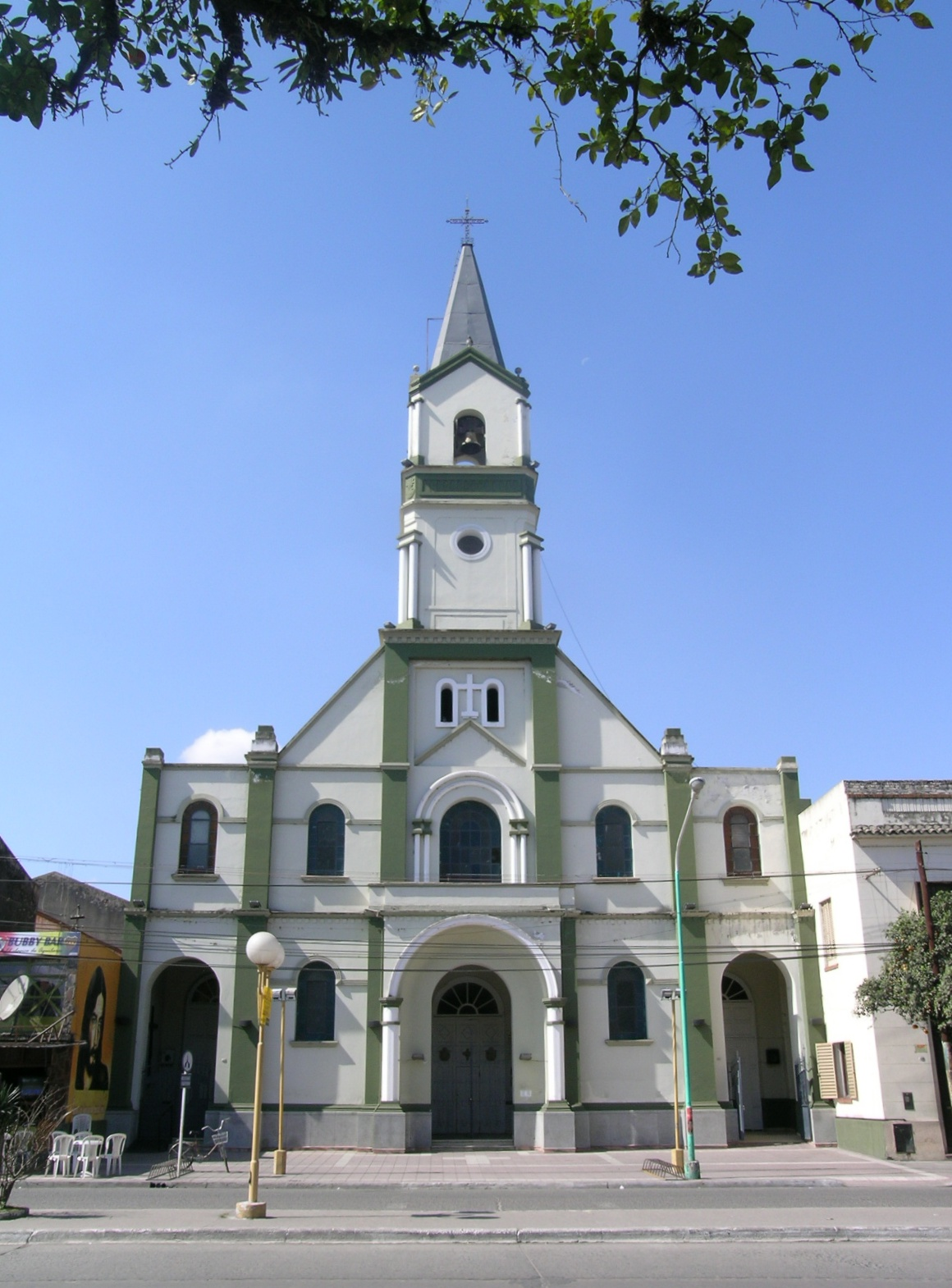
Iglesia Parroquial del Carmen de Aguilares
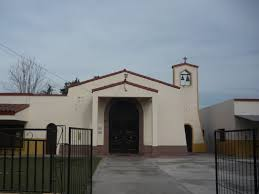
Parroquia San Isidro Labrador, Los Sarmientos